# Weltcup-Fontäne

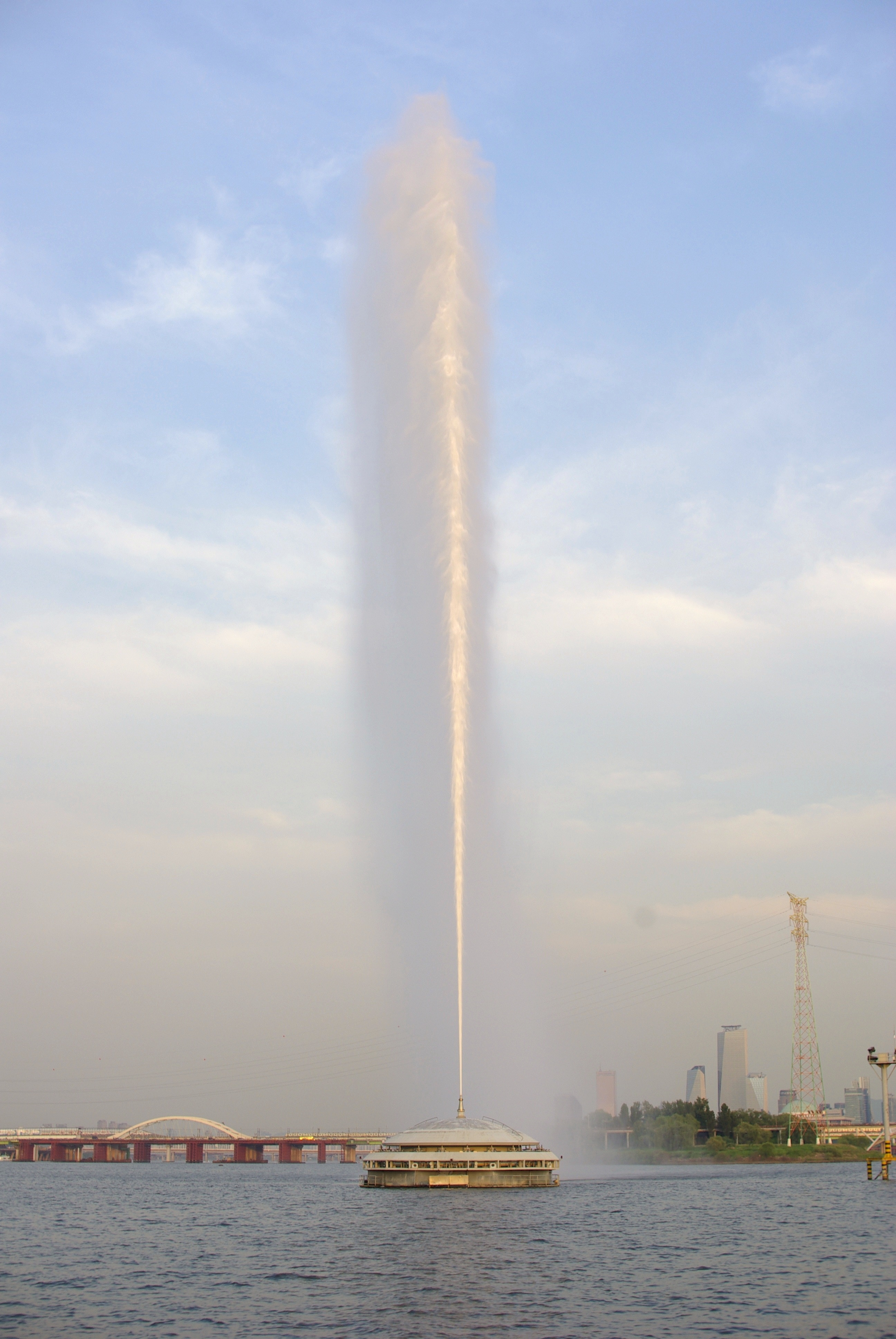
Weltcup-Fontäne

Die Weltcup-Fontäne ist eine Sehenswürdigkeit in Seoul, Südkorea. Sie wurde in Vorbereitung der und zur Erinnerung an die Fußball-Weltmeisterschaft 2002 in Japan und Südkorea in der Nähe des Seouler Weltcup-Stadions erbaut. Die Fontäne befindet sich im Fluss Hangang und schickt einen Wasserstrahl bis in eine Höhe von 202 m, was mit verweisen soll auf 2002, das Jahr der Weltmeisterschaft.
Die Fontäne wurde im Oktober 2001 erstmals in Betrieb genommen und ist seit 2002 täglich mehrere Stunden in Betrieb, so es die Witterungsverhältnisse erlauben.
Nach der King Fahd’s Fountain ist die Weltcup-Fontäne die zweithöchste der Welt und die höchste, die mit Süßwasser betrieben wird.